# Омега Гидры
Омега Гидры (лат. ω Hydrae), 18 Гидры (лат. 18 Hydrae), HD 77996 — двойная звезда в созвездии Гидры на расстоянии приблизительно 550 световых лет (около 169 парсек) от Солнца. Видимая звёздная величина звезды — +4,97m. Возраст звезды определён как около 130 млн лет.

## Характеристики
Первый компонент — оранжевый гигант спектрального класса K0, или K2II-III, или K2III. Масса — около 4,243 солнечной, радиус — около 30,668 солнечного, светимость — около 406,095 солнечной. Эффективная температура — около 4861 K.
Второй компонент — красный карлик спектрального класса M. Масса — около 150,5 юпитерианской (0,1425 солнечной). Удалён в среднем на 2,421 а.е..